# 狭萼粗距翠雀花
狭萼粗距翠雀花（学名：Delphinium pachycentrum var. lancisepalum）为毛茛科翠雀属下的一个变种。

## 扩展阅读
- 維基物種上的相關：狭萼粗距翠雀花